# Vương Thuấn Thần
Vương Thuấn Thần (chữ Hán: 王舜臣; ? - ?) là một tướng lĩnh thuộc Chủng gia quân dưới thời Tống Triết Tông.

## Tiểu sử
Năm 1099, thời Triết Tông, người Khương nổi dậy, theo thủ lĩnh A Chương (阿章) chống lại nhà Tống. Tướng trấn thủ Hi Hà (Hi soái) của Tống là Hồ Tông Hồi (胡宗回) sai Chủng Phác (種朴) đem quân trấn áp. Chủng Phác tới nơi, nhận thấy quân Khương thế mạnh, muốn chậm rãi giải quyết. Nhưng Tông Hồi liên tục sai người tới thúc giục, Chủng Phác bèn bất đắc dĩ xuất quân, bị trúng mai phục, tử trận. Binh sĩ dùng da ngựa bọc thây Phác đem đi.
Quân Khương thừa thắng truy kích, quân Tống thì bị mắc kẹt ở cửa ải, không thể chạy được. Vào lúc này, thiên tướng Vương Thuấn Thuần liền đứng ra cổ vũ sĩ khí, dùng cung liên tục bắn hạ quân tiên phong của người Khương. Tận dụng thời gian, Vương Thuấn Thần cho chỉnh đốn lại quân Tống. Hai quân quyết chiến đến tận chiều tối, Thuấn Thần bắn cung đến ngón tay vỡ toác, máu chảy đầy tay, nghìn tên không trượt. Lúc chạng vạng, quân Tống vượt ải, quân Khương không dám đuổi tiếp.
Chủng Phác được truy phòng ngự sứ Hùng châu, Thuấn Thần sau này được thăng tri Lan châu.